# فرودگاه سمبیلو
فرودگاه سمبیلو (به انگلیسی: Sambailo Airport) یک فرودگاه با کد یاتا SBI است . این فرودگاه در کشور گینه قرار دارد .